# Evaristo de Churruca y Brunet
Evaristo de Churruca y Brunet, primer comte de Motrico (Izu, 26 d'octubre de 1841 – Bilbao, 3 d'abril de 1917), va ser un enginyer espanyol, conegut principalment per haver construït el Port Exterior de Bilbao.
Va néixer al poble navarrès d'Izu, prop de Pamplona, encara que la seva família era oriünda de la localitat guipuscoana de Mutriku on es traslladaria amb la seva família als pocs anys. Estava emparentat amb el famós marí Cosme Damián Churruca, heroi de la batalla de Trafalgar. Va fer estudis mitjans en el Reial Seminari de Bergara i universitaris a Madrid, on cursaria brillantment la carrera d'Enginyer de Camins, Canals i Ports.
En 1863, acabada la carrera, va ser destinat al Llevant. Va dirigir diverses obres en la província de Múrcia, on va construir els fars de Cap de Palos i Portmán; i València, on va fer tasques relacionades amb la hidrologia. Després de passar per Biscaia, on va canalitzar la ria de Gernika-Lumo, va ser transferit a Puerto Rico en 1866.

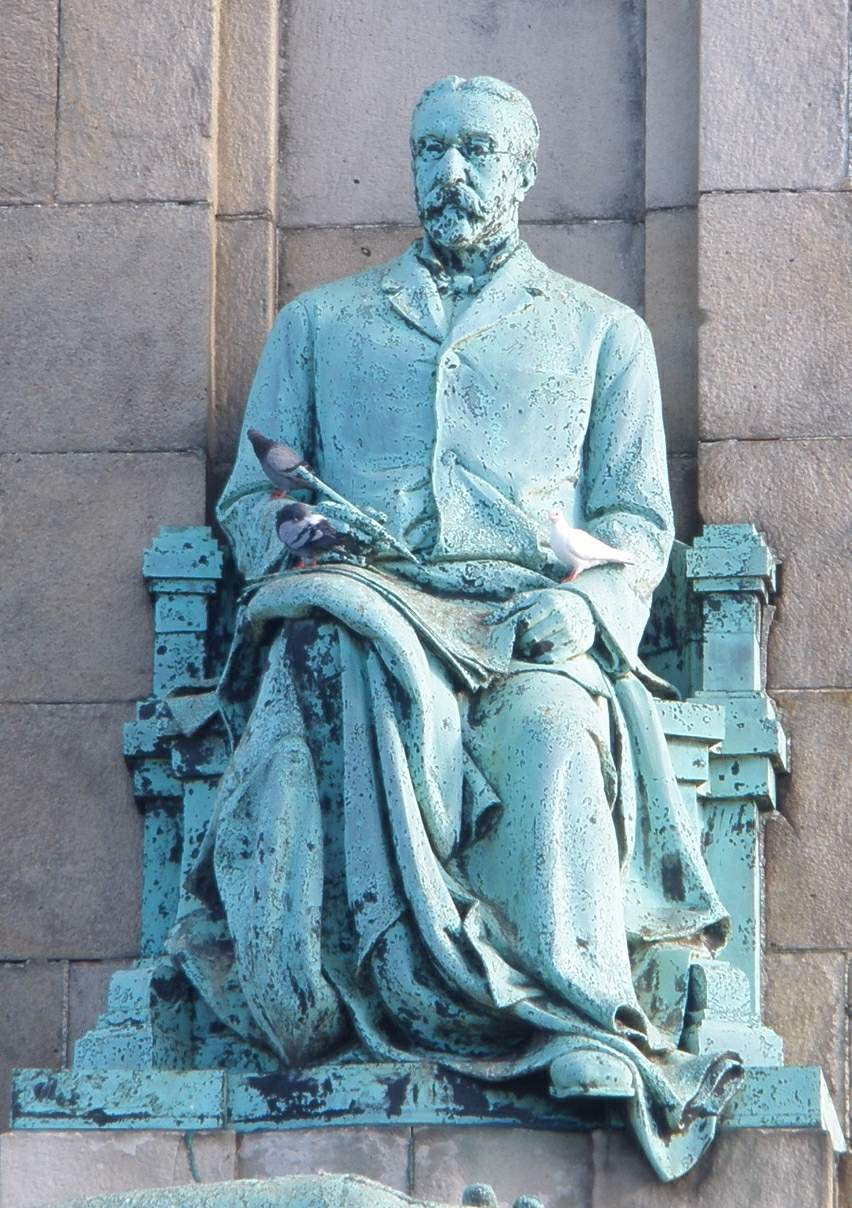
Monument a Churruca a Las Arenas, Getxo.

A Puerto Rico va estar a càrrec de la instal·lació de la xarxa de telègrafs de l'illa i va dur a terme un estudi per millorar el port de San Juan. En 1870 va ser nomenat inspector general d'obres públiques de l'illa. Va construir nombrosos edificis públics i civils i va canalitzar els rius Bucaná i Jocaguas. Abans de tornar a la península va viure un temps en l'Havana i va realitzar un llarg viatge pels Estats Units.
De retorn a Espanya en 1873 i després de treballar durant diversos anys per a la secció de carreteres i ferrocarrils de la Junta Consultiva de Camins, Canals i Ports, es va fer càrrec en 1877 de la construcció del port exterior de Bilbao i de la canalització del riu Nervión. Les obres van finalitzar en 1904 i van convertir al Port de Bilbao en un dels millors i més segurs d'Espanya. Aquestes obres van permetre el desenvolupament industrial d'aquesta ciutat.
En 1908 el rei d'Espanya Alfons XIII li va nomenar comte de Motrico. Va ser guardonat amb la Creu de Carles III, la Gran Creu d'Isabel la Catòlica i la Legió d'Honor francesa entre altres reconeixements.
Un monument va ser erigit en el seu honor en la localitat de Getxo, en la desembocadura de la ria de Bilbao. Hi ha carrers en el seu honor a Mutriku (Carrer Comte de Motrico) i Portugalete (Moll Churruca).